# Boinifácio
Boinifácio é um personagem de banda desenhada. Seu nome é um trocadilho com o animal boi.
Boinifácio é o primo extremamente azarado da Clarabela, sempre se metendo, e aos outros também, em confusão.
É um personagem Disney criado no Brasil, por Gérson Teixeira e Roberto Fukue, nos estúdios Disney, da Editora Abril. Sua primeira história foi "Boinifácio, Muito prazer", publicada na revista Mickey 408, de 1986. Possui apenas 13 histórias, todas criadas e publicadas no Brasil.

## Nomes em outros idiomas
Em todos os outros idiomas publicados, mantem o mesmo nome Boinifacio, sem o acento, como no português.